# طقم طبول

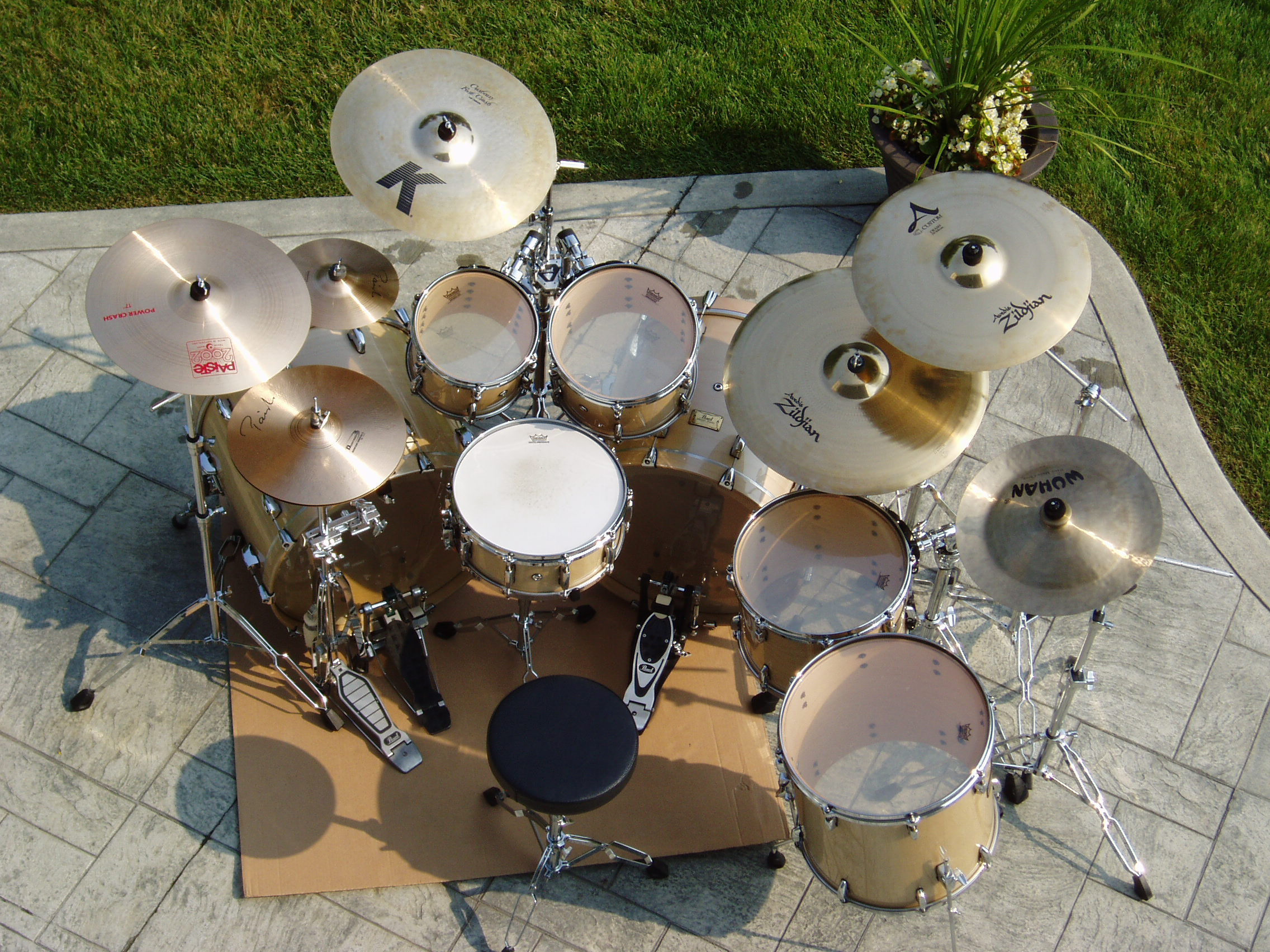
درمز

طقم الطبول (بالإنجليزية: drum kit)‏ أو الدرامز (بالإنجليزية: drum)‏ هي مجموعة من الطبول وآلات إيقاعية أخرى مثل الصنوج، توضع على حاملات ويقرعها قارع طبول واحد يحمل عصوين في يديه، بالإضافة لدواستين تضغط عليهما القدمان للتحكم في الصنج المزدوج ومضرب الطبل الكبير (تصنف في فئة الميمبرانوفونات وهي المجموعة 2 في نظام هورنبوستيل-ساكس) و إيديوفونات أبرزها الصنوج لكن يمكن ان تتضمن أيضا طابوقة خشبية وجرس بقرة (المجموعة 1 في هورنبوستيل-ساكس). في عقد 2000 تضمنت بعض الأطقم آلات إلكترونية (المجموعة 53 في هورنبوستيل-ساكس). وتستخدم أيضا أطقم مختلطة (مكونة من خليط من الآلات الصوتية والطبول الإلكترونية) وأخرى إلكترونية بشكل كامل.
يتضمن طقم الطبول (لقارع يَسَر) كما هو مستخدم في الموسيقى الشائعة وملقن في المدارس:
- طبل جانبي: يوضع على حامل بين ركبتي قارع الطبول ويقرع بواسطة عصي الطبول أو فُرَش
- طبل كبير: يقرع بواسطة دواسة تضغط عليها القدم اليمنى، وتحرك مضربا مغطا باللباد
- طبول توم: طبل واحد أو أكثر تقرع بعصي أو فُرَش (تكون ثلاث طبول توم عادة: طبلا توم معلقان وطبل توم أرضي)
- صنج مزدوج: (صنجان على حامل) يقرع بعصي، تفتح وتغلق بدواسة تضغط عليها القدم اليسرى (يمكن أيضا أن ينتج صوت عند ضغط القدم فقط)
- صنوج: صنج واحد أو أكثر على حاملات وتقرع بواسطة عصي

## الاستعمال
تستعمل آلة الباتري غالبا في موسيقى الجاز والروك وهي تعمل على ضبط الإيقاع.